# Alberich

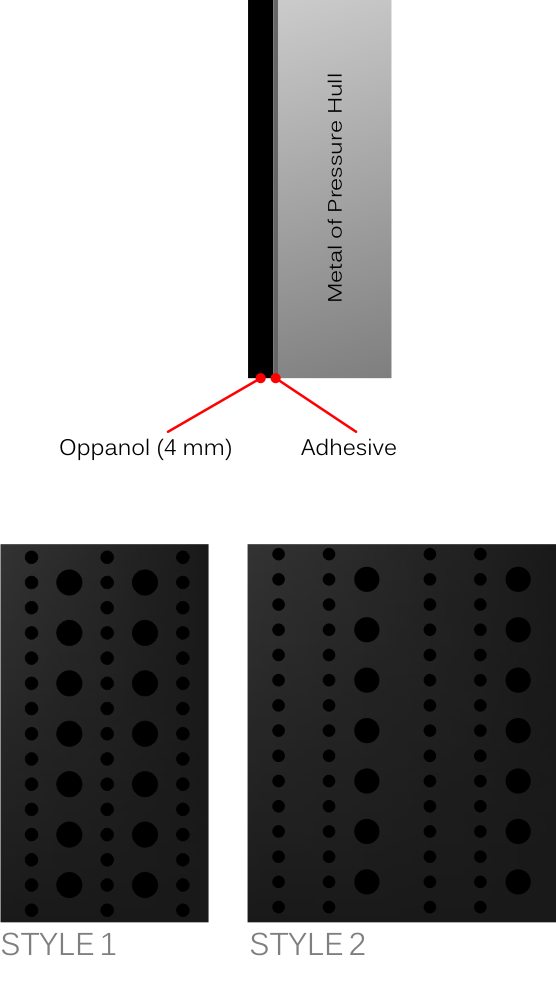
Rekonstrukcja wyglądu powłoki Alberich

Alberich – kodowa nazwa powłoki mającej za zadanie utrudnić wykrycie okrętu podwodnego, opracowanej przez Niemców w czasie drugiej wojny światowej. Alberich był pierwowzorem powłok anechoicznych stosowanych na okrętach podwodnych z napędem jądrowym od lat 70. XX wieku.  Powłoka Alberich była warstwą paneli perforowanego  kauczuku syntetycznego (poliizobutylen o handlowej nazwie Oppanol) grubości około 4 mm przytwierdzaną do zewnętrznej powierzchni kadłuba okrętu podwodnego. Powłoka zmniejszała w sprzyjających warunkach o około 15% echo odbicia w zakresie 10–18 kHz. Obok rozmazywania echa sonarów aktywnych alianckich okrętów (ASDIC), powłoka ta wytłumiała również dźwięki generowane przez okręt, co utrudniało jego wykrycie za pomocą urządzeń nasłuchowych.
Pierwsze testy powłoki będącej pierwowzorem Alberich prowadzono od 1940 roku na U-11, a później U-67; do prób wykorzystywano również ex-holenderski UD-4. Ujawniły się wówczas wady pomysłu: nie potrafiono wystarczająco trwale przymocować powłoki do kadłuba, odrywające się płaty gumy zwiększały hałas generowany przez okręt; zmieniała swoje właściwości w zależności od ciśnienia otaczającej ją wody; następował również spadek prędkości jednostki. W kolejnych latach pracę nad wynalazkiem ograniczono, skupiając się na szukaniu innych sposobów ochrony przed sonarem.
W późniejszym czasie rozwiązano jednak zasadnicze problemy. W październiku 1943 roku do służby wszedł U-480 wyposażony w powłokę z ulepszonym spoiwem. Pod koniec maja 1944 roku na wodach norweskich wykorzystywano go do testów porównawczych z U-247 i U-999. Na przełomie sierpnia i września tego samego roku okręt operował na niebezpiecznych wodach kanału  La Manche. Uwagę zwracają osiągnięcia U-480: w czasie, gdy sukcesy U-Bootów były wyjątkiem, a nie regułą, jak we wczesnych latach wojny, zdołał on zatopić cztery jednostki przeciwnika. W opinii dowódcy jednostki – Oblt. Hansa Joachima Förstera, sukces osiągnięto głównie dzięki zastosowaniu powłoki Alberich. 
Tylko pojedyncze U-Booty zostały wyposażone w tę technologię: typu VIIC – U-480, U-485 i U-486; typu VIIC/41 – U-1105, U-1106, U-1107, U-1304, U-1306 i U-1308; typu XXIII – U-4704, U-4708 i U-4709. U-1105 po kapitulacji III Rzeszy został przejęty przez Royal Navy, a następnie przekazany US Navy, celem zbadania powłoki wytłumiającej.

## Wpływ powłoki Alberich na konstrukcje powojenne
Po wojnie powłoka Alberich traktowana była jedynie jako pewna ciekawostka, do momentu gdy w latach 70. XX wieku jej odpowiedniki zaczęła stosować radziecka marynarka wojenna. W Stanach Zjednoczonych wciąż jednak nie traktowano powłok anechoicznych poważnie - odpadające od kadłubów płytki powłoki radzieckich okrętów stały się nawet przedmiotem żartów wśród zachodnich analityków. Sowieci jednak poprawili technologię, płytki przestały odpadać, a powłoka wzbudziła zainteresowanie, gdy okazało się, że jest jednym z powodów, dla których radzieckie okręty stały się trudniejsze do wykrycia. O znaczeniu powłoki wykonanej z takich płytek świadczy fakt, iż płytki zastosowane na okrętach typu Akuła (projekt 971) i Sierra (projekt 945) zmniejszają sygnaturę akustyczną tych jednostek od 10 do 20 dB. W zakresie zaś częstotliwości pracy amerykańskiego sonaru AN/BQQ-5 zapewniają zmniejszenie możliwości detekcji od 25 do 50%.
Pierwszymi amerykańskimi okrętami pokrytymi powłoką anechoiczną znaną  pod nazwą Special Hull Treatments były jednostki typu Improved Los Angeles (688i), które weszły do służby w 1988 roku. Po zakończeniu zimnej wojny, powłoki anechoiczne zaczęli stosować także niektórzy producenci okrętów podwodnych z napędem konwencjonalnym.